# Diplomàcia pública
La diplomàcia pública és l'activitat de l'àmbit de la diplomàcia adreçada a donar a conèixer els valors i preses de posició d'un estat a l'opinió pública, al món empresarial i la societat civil internacional, és a dir, als altres estats, creant-los una imatge nacional, mitjançant l'ús dels mitjans de comunicació i la cultura mateixa. Empreses, institucions culturals i científiques, grups socials i particulars s'han de tenir cada vegada més en compte en el context actual. La diplomàcia pública, permet donar a conèixer i projectar amb més eficàcia i abast la realitat cultural i social així com les posicions en relació amb les principals qüestions internacionals i les raons de les principals iniciatives de política exterior. Aquesta manera de fer diplomàcia va ser el model cap al qual evolucionà la diplomàcia contemporània, la diplomàcia practicada des de la Primera guerra mundial.
El procés de globalització del segle XXI ha provocat diversos canvis en els àmbits financer, social, polític i cultural que han portat la política exterior a comptar, a més de la diplomàcia tradicional o política, amb instruments que permetin estar en permanent contacte amb un creixent nombre d'actors en l'escena internacional.

## Origen
El terme va sorgir a mitjans de la dècada del 1960 als Estats Units, si bé la seva extensió mundial es produeix a finals del segle xx, al final de la Guerra Freda.
És una època en què el mètode i les eines de comunicació estan àmpliament esteses, l'opinió pública ha esdevingut clau i la imatge, la percepció i el prestigi han guanyat importància. En el procés de globalització, han aparegut actors no estatals i han tingut un paper actiu en les relacions globals. Les relacions interestatals s'han desplaçat a nivell internacional des de l'estat nacional, mentre l'opinió pública entra a formar part influent del nou ordre internacional. Durant aquest procés, la informació precisa i realista i, per tant, la persuasió de les opinions públiques s'han convertit en importants. La voluntat en qüestions de política exterior no és només la voluntat dels representants del govern, sinó també diversos elements polítics i culturals. En el nou sistema internacional, ara, les ONG, els líders d'opinió i els intel·lectuals participen tant en l'elaboració de polítiques com en la seva implementació.